# Acéthion
L'acéthion est un organothiophosphate de formule brute C8H17O4PS2 utilisé comme insecticide.